# Supercoppa francese 2005 (pallavolo maschile)
La Supercoppa francese 2005 si è svolta nel 2005: al torneo hanno partecipato due squadre di club francesi e la vittoria finale è andata per la prima volta al Tours Volley-Ball.

## Regolamento
Le squadre hanno disputato una gara unica.

## Squadre partecipanti
| Squadra | Qualificazione                      | Ultima partecipazione    |
| ------- | ----------------------------------- | ------------------------ |
| Cannes  | Vincitrice Pro A 2004-05            | Debutto                  |
| Tours   | Vincitrice Coppa di Francia 2004-05 | Supercoppa francese 2014 |

## Torneo
| ? 2005 ?, Tours Durata: ? - Spettatori: ? | Cannes | 0 - 3 | Tours | 24-26, 18-25, 16-25 |